# Spallation
Spallation är processen då en tungmetalls atomkärnor blir instabila och avger neutroner efter att ha bombarderats med protoner.
När en högenergetisk proton accelereras mot ett mål av ett tungt grundämne, produceras vid kollisionen ett antal spallationspartiklar, däribland neutroner. För var proton som träffar målet, rycks 20 till 30 neutroner loss. Mesonproduktion begränsar verkningsgraden för neutronspallation för protonenergier över 140 MeV. Vid 1 GeV, erfordras 30 MeV per producerad neutron vid en spallationskälla. Neutronspridning används av diverse vetenskapliga discipliner för att studera placering, rörelser och växelverkan hos atomerna i material. Det är av vikt då tekniken ger värdefull information som ofta inte kan erhålles med andra tekniker såsom optisk spektroskopi, elektronmikroskopi eller röntgendiffraktion. Vetenskapsmän behöver alla dessa tekniker för att erhålla så mycket information som möjligt om material.
Processen vid neutronkällan Spallation Neutron Source i Oak Ridge i Tennessee i USA är:
1. Negativa vätejoner (en proton med två elektroner) genereras först i pulser
2. accelereras till 1 GeV (nära 90 % av ljushastigheten) av en linjär partikelaccelerator med hjälp av både standardtekniker och användning av supraledare
3. strippas på elektroner och koncentreras till en 2 MW protonstråle med pulser kortare än 1 μs vid 60 Hz repetition i en ackumulatorring [källa behövs];
4. länkas mot ett mål med flytande kvicksilver (valt på grund av kvicksilvers stora och neutronrika atomkärna och dess vätskeform vid normalt tryck och temperatur som möjliggör upptagning av de snabba temperaturstigningar och kraftiga mekaniska chocker som uppkommer vid bombarderingen) som avger 20 till 30 neutroner (spridda i alla riktningar) per kvicksilverkärna träffad av en proton
5. neutronerna bromsas ner till användbara energier i moderatorer
6. och leds genom 18 omgivande strålledare till prov bestående av olika material och ytor
7. de spridda neutronerna från proven registreras i 24 instrument för vidare tolkning.